# Avakumov
Avakumov je priimek več oseb:
- Jakov Aleksandrovič Avakumov, sovjetski general
- Jurij Avakumov, ruski avantgardni umetnik
- Prerok Avakumov